# Tullimonstrum
Tullimonstrum gregarium, também conhecido como Monstro Tully, foi um vertebrado marinho fóssil de aparência única encontrado no estado de Illinois, Estados Unidos, que viveu em águas tropicais de estuários durante o período Carbonífero, há aproximadamente 300 milhões de anos. Media em torno de 30 cm e tem as lampreias como "parentes" evolutivas mais próximas da atualidade.

## Descrição
À primeira vista, a espécie parece superficialmente a uma lesma. A criatura tem um apêndice longo e fino terminando no que parece ser um par de garras, ou sua boca. Depois, há seus olhos, que se projetam para fora de seu corpo em hastes. Houve muitas tentativas de classificá-la, a maioria dos estudos levaram ao aparecimento de algumas de suas características mais importantes. Isso inclui uma característica linear do fóssil interpretada como evidência de um intestino, e as peculiares garras de agarrar de sua boca. O corpo de T. gregarium é tão incomum que irá expandir a diversidade de qualquer grupo ao qual ele pertence, mudando a maneira como pensamos sobre esse grupo de animais.
Uma pesquisa de 2016 argumentou que o animal deveria ser agrupado com os vertebrados, porque seus olhos contêm grânulos de pigmento chamados Melanossomas, que são organizados por forma e tamanho da mesma forma que os olhos dos vertebrados. Mas outra pesquisa mostra que os olhos de alguns invertebrados, como o polvo e a lula, também contêm Melanossomos divididos por forma e tamanho de maneira semelhante aos olhos de T. gregarium, e que também podem ser preservados em fósseis.